# Gens de la Lune
Pour les articles homonymes, voir Gens de la Lune (homonymie).
Gens de la Lune (titre original : Steel Beach) est un roman de John Varley publié en 1992 en anglais et en 1994 en français.

## Genre
Il s'aigt d'un roman de science-fiction à tendance humoristique.

## Résumé
Un journaliste vedette étudie les différences de vie entre la Terre et la Lune. Il essaie de se suicider et en est empêché par un super ordinateur qui efface ses souvenirs, jusqu'à entrer en contact avec lui pour lui demander de changer de sexe et d'enquêter sur les tendances suicidaires des habitants de la Lune.